# Ryan Griffiths
Ryan Griffiths (* 21. August 1981 in Sydney) ist ein australischer Fußballspieler. Griffiths spielte im Laufe seiner Profikarriere bereits für Klubs in Rumänien und China und kam wie seine beiden älteren Brüder, die Zwillinge Adam und Joel, für die australische Nationalelf zum Einsatz.

## Karriere
Griffiths begann seine Karriere 1999 in der National Soccer League beim Northern Spirit FC. 2002 wechselte er zum Ligakonkurrenten Newcastle United, wo er auf seine beiden Brüder traf und für den er bis zur Einstellung der Liga nach der Saison 2003/04 aktiv war. Wie viele andere australische Fußballer wechselte er nach dem Ende der landesweiten Spielklasse ins Ausland, Griffiths unterschrieb einen Vertrag beim rumänischen Erstligisten Național Bukarest. Nachdem er in der ersten Saison nur zu sieben Einsätzen gekommen war, stand der torgefährliche Flügelspieler in seiner zweiten Spielzeit in Rumänien regelmäßig in der Startelf, erzielte in 27 Einsätzen sieben Treffer und gehörte auch bei der 0:1-Niederlage im Pokalfinale gegen Rapid Bukarest zum Aufgebot.
Es folgte daraufhin im Sommer 2006 ein Wechsel zum Lokalrivalen Rapid Bukarest, bei dem Griffiths sich aber nicht durchsetzen konnte und bereits Anfang 2007 zum chinesischen Erstligisten Liaoning FC verliehen wurde, ein Vorgang der sich 2008 wiederholte. Nach dem Abstieg Liaonings spielte er die folgende Saison leihweise für Beijing Guoan, wo zu diesem Zeitpunkt sein Bruder Joel ebenfalls auf Leihbasis spielte. Beiden Brüdern gelangen im Saisonverlauf je acht Ligatreffer und verhalfen Guoan damit zur ersten Meisterschaft in der Klubgeschichte. Zur Saison 2010 wurde er wie auch sein Bruder von Beijing Guoan unter Vertrag genommen. Anfang 2011 kehrte er nach Australien zurück und schloss sich wieder den Newcastle United Jets an. Mit den Jets verpasste er in den folgenden Spielzeiten die Qualifikation zu den Play-offs um die Meisterschaft. Ende Februar 2013 kehrte er nach China zurück und schloss sich Zweitligist Beijing Enterprises an. Nach Saisonende wechselte er Anfang 2014 nach Australien zu Adelaide United. Dort kam er lediglich viermal zum Einsatz und verließ Adelaide im März 2014 zu Sarawak FA nach Malaysia. Im Dezember 2015 wechselte er zu South China AA nach Hong Kong.

## Nationalmannschaft
Ryan Griffiths nahm 2004 mit der australischen Olympiaauswahl am olympischen Fußballturnier in Griechenland teil. Er kam bei drei Spielen als Einwechselspieler zum Einsatz, darunter bei der 0:1-Niederlage im Viertelfinale gegen den Irak.
2006 debütierte er unter Nationaltrainer Graham Arnold in der australischen A-Nationalmannschaft. Zu seinem ersten Einsatz kam er im sportlich bedeutungslosen – Australien war bereits qualifiziert – Qualifikationsspiel für die Asienmeisterschaft 2007 gegen Kuwait, als er nach 30 Minuten für Ahmad Elrich eingewechselt wurde. Bis 2008 schlossen sich vier Einsätze per Einwechslung in Freundschaftsspielen an, zuletzt unter Arnolds Nachfolger Pim Verbeek im März 2008 gegen Singapur.

## Erfolge
- Chinesischer Meister: 2009
- Rumänischer Pokalsieger: 2006/07 (im Finale nicht dabei)